# Pier Angelo Conti-Manzini
Pier Angelo Conti-Manzini (* 30. Juni 1946 in Gera Lario; † 28. Oktober 2003 in Como) war ein italienischer Ruderer, der 1968 Olympiadritter war.
Der 1,78 m große Conti-Manzini startete für die Canottieri Falck aus Dongo und für Fiamme Gialle, die Sportabteilung der Guardia di Finanza.
Bei den Olympischen Spielen 1968 in Mexiko ruderten Renato Bosatta, Pier Angelo Conti-Manzini, Tullio Baraglia und Abramo Albini im italienischen Vierer ohne Steuermann. Die Italiener belegten im Vorlauf den zweiten Platz hinter den Ungarn und zogen als Sieger des Hoffnungslaufs in das Finale ein. Dort siegte das Boot aus der DDR mit zweieinhalb Sekunden Vorsprung vor den Ungarn, weitere zweieinhalb Sekunden dahinter gewannen die Italiener die Bronzemedaille.
1972 bei den Olympischen Spielen in München bildeten Primo Baran, Angelo Rossetto, Pier Angelo Conti-Manzini und Abramo Albini den italienischen Vierer. Nach einem vierten Platz im Vorlauf und einem Sieg im Hoffnungslauf erreichten die Italiener im Halbfinale den fünften Platz. Durch einen vierten Platz im B-Finale belegten sie in der Gesamtwertung den zehnten Platz.